# Vermivora chrysoptera
El chipe alidorado,reinita alidoradao chipito ala-dorada (Vermivora chrysoptera) es una especie de ave migratoria de la familia de los parúlidos. Anida en el sureste de Canadá y este de Estados Unidos e invierna en América Central y el norte de América del Sur.

## Descripción
Como la gran mayoría de las especies del género Vermivora, el chipe alidorado mide entre 11 y 12 cm de longitud. Hay un ligero dimorfismo sexual. Los machos adultos son de color gris en las partes dorsales (desde la nuca hasta la cola) con algunos matices oliváceos; las alas son más oscuras con un parche amarillo; la cola tiene algunas plumas blancas. Las partes ventrales son grisáceas, tendiendo a blanco en la región pectoral. Lo distintivo de esta especie frente a sus parientes más cercanos es el patrón de la cabeza: la corona y la frente son amarillo brillante; hay un parche negro a través del ojo, que está delimitado por arriba y por abajo por dos líneas blancas. La garganta y la parte superior del pecho son también negros.
Las hembras son similares, pero generalmente más opacas, con la frente y la corona color amarillo oliváceo, y en lugar de negro en la cara, hay gris.

## Hábitat y distribución
Habita en bosques abiertos, claros con arbustos y en el sotobosque. Se alimenta de insectos, arácnidos y larvas. Forma grupos familiares o con individuos de otras especies.
Se distribuye por el sureste de Canadá, desde Manitoba hasta Quebec, y por el norte de los Estados Unidos, de Minnesota a Nueva York y Vermont y de ahí hacia el sur a lo largo de las Apalaches hasta el norte de Georgia. En otoño migra a través del este de Estados Unidos, el este de México y el Golfo para invernar en Chiapas (México), América Central (a excepción de El Salvador), Colombia, Ecuador, Venezuela e islas caribeñas adyacentes. En la época de invernación puede habitar desde el nivel del mar hasta altitudes medianas.

## Sistemática

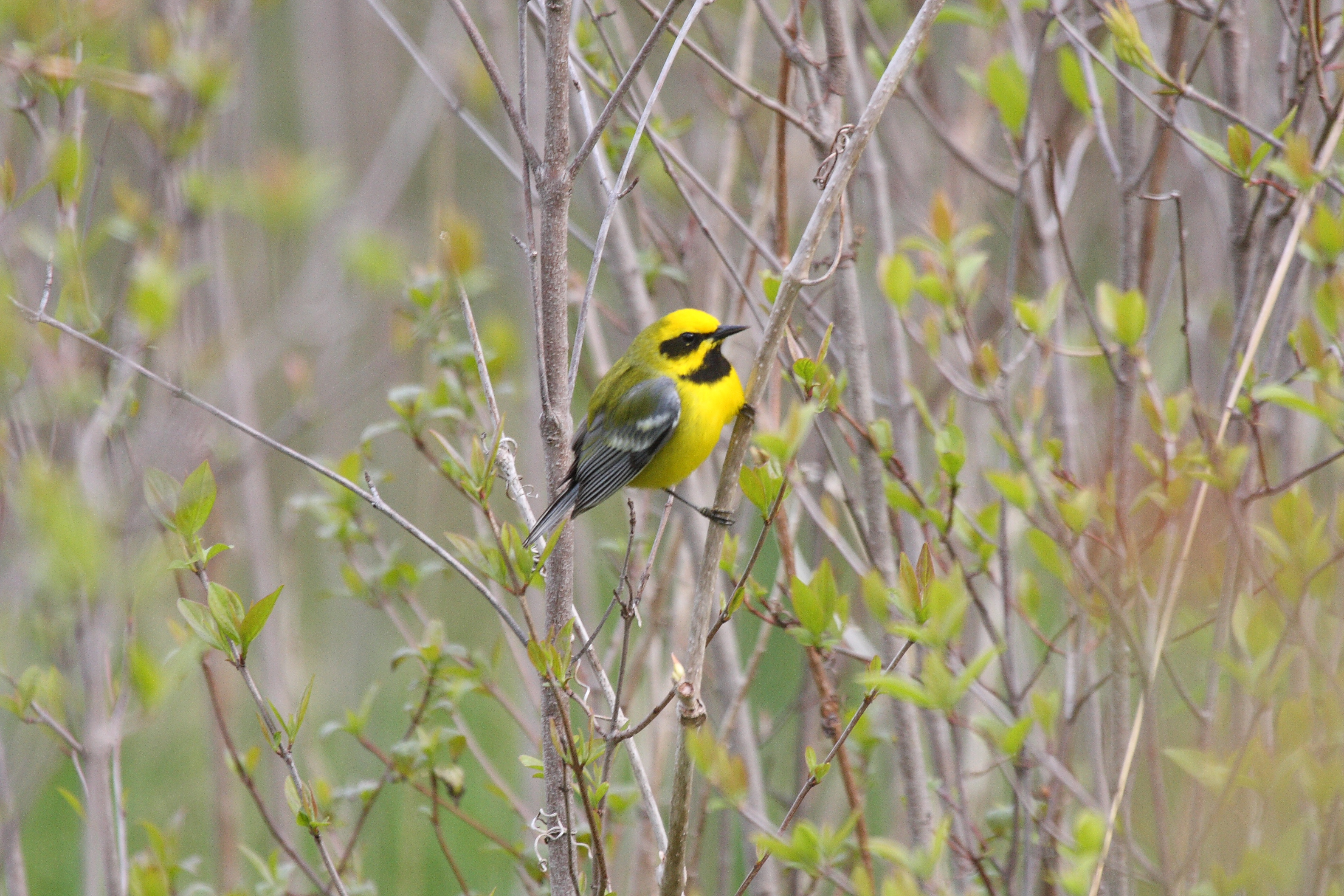
Híbrido Vermivora pinus × chrysoptera (morfo Lawrence).

En la región de los Grandes Lagos y Nueva Inglaterra, el chipe alidorado comparte área de distribución con su pariente el chipe aliazul (V. pinus). Ambas especies pueden entrecruzarse y formar híbridos, de los cuales destacan dos morfos:
- Chipe de Brewster. Tiene un plumaje muy similar a V. chrysoptera y el patrón facial de V. pinus. Es dominante genéticamente y por lo tanto es más común.
- Chipe de Lawrence. El plumaje del cuerpo es muy similar a V. pinus, pero el patrón de coloración en cabeza y cuello es el de V. chrysoptera. Es recesivo genéticamente y por lo tanto es raro en las poblaciones.

Pese a las diferencias morfológicas, el entrecruzamiento con V. chrysoptera es motivo de que en ocasiones sea considerado coespecífico con este último.